# تکینگی (ترانه)
«تکینگی» یا سینگولاریتی (به انگلیسی: Singularity) ترانه‌ای از گروه پسرانهٔ کره‌ای بی‌تی‌اس، به خوانندگی وی است. این ترانه برای نخستین بار در ۶ مهٔ ۲۰۱۸، به‌همراه آلبوم عاشق خودت باش: اشک و برای دومین بار در ۲۴ اوت ۲۰۱۸، با آلبوم گردآوری‌شدهٔ عاشق خودت باش: پاسخ منتشر شد.

## زمینه و انتشار
موزیک ویدئوی «تکینگی»، به‌عنوان تیزر آلبوم عاشق خودت باش: اشک منتشر شد و در کم‌تر از ۱۵ ساعت، بیش از ۱۰ میلیون بازدید از آن صورت گرفت. بر اساس Dictionary.com، با انتشار این ترانه جستجوی واژهٔ سینگولاریتی ۷٬۵۵۸٪ افزایش یافت.

## بازخورد
این قطعه به‌طور کلی نقدهای مثبتی دریافت کرد. الکسیس پدریدیس از گاردین آن را «قطعه‌ای با لحن محسورکنندهٔ منحصربه‌فرد که یادآور سبک سول دههٔ ۷۰ و ریتم آهستهٔ آراندبی سال‌های اخیر است» توصیف کرد. آی‌زدام بیان داشت؛ این ترانه آوای نئو سول متمایزی را برای آلبوم به ارمغان آورده‌است. پیچ‌فورک «تکینگی» را فرضیهٔ آلبوم نامید.
«تکینگی» پس از انتشار، با فروش بیش از ۱۰٬۰۰۰ کپی در ایالات متحده، در جدول فروش دیجیتال سیزدهم شد.

## دست‌اندرکاران
توضیحات برگرفته از یادداشت‌های سی‌دی عاشق خودت باش: پاسخ است.
- چارلی جی. پری- تهیه‌کننده، کیبورد، بیس
- آراِم- تهیه‌کننده
- پی‌داگ- تنظیم صدا، مهندس ضبط (داگ بانس)
- اسلو ربیت- تنظیم صدا، مهندس ضبط (کاروت اکسپرس)
- ادورا- ویرایش دیجیتال
- هیس نویز- ویرایش دیجیتال
- یانگ گا- مهندس میکس (استودیوی بیگ هیت)

## جداول
| جدول (۲۰۱۸)                                 | بالاترین موقعیت |
| ------------------------------------------- | --------------- |
| فرانسه (اس‌ان‌ئی‌پی)                           | ۱۰۰             |
| مجارستان (۴۰ تک‌آهنگ برتر)                   | ۴               |
| ژاپن ۱۰۰ آهنگ داغ (بیلبورد ژاپن)            | ۳۴              |
| کرهٔ جنوبی (گائون)                           | ۵۴              |
| کرهٔ جنوبی (۱۰۰ آهنگ داغ کی-پاپ)             | ۱۰              |
| ترانه‌های دیجیتال ملل ایالات متحده (بیلبورد) | ۳               |

## تاریخچهٔ انتشار
| نسخه       | کشور  | تاریخ       | قالب                  | ناشر           |
| ---------- | ----- | ----------- | --------------------- | -------------- |
| نسخهٔ مقدمه | مختلف | ۱۸ مهٔ ۲۰۱۸  | دانلود دیجیتال استریم | بیگ هیت [ ۱۶ ] |
| نسخهٔ عادی  | مختلف | ۲۴ اوت ۲۰۱۸ | دانلود دیجیتال استریم | بیگ هیت [ ۱۶ ] |